# 宇都宮市議会
宇都宮市議会（うつのみやしぎかい）は、栃木県の県庁所在地である宇都宮市に設置されている地方議会である。

## 概要
- 定数：45人
- 任期：4年
- 議長：馬上剛（自由民主党議員会）
- 副議長：篠﨑圭一（自由民主党議員会）

## 運営

### 会期
宇都宮市議会の定例会は、毎年3月、6月、9月及び12月に召集され、宇都宮市議会の慣習として定例会はおよそ20日間ほど開かれる事が多い。

## 会派
| 会派名                   | 議席数 | 党派                              | 女性議員数 | 女性議員の比率(%) |
| ------------------------ | ------ | --------------------------------- | ---------- | ----------------- |
| 自由民主党議員会         | 19     | 自由民主党                        | 2          | 10.53             |
| 市民連合                 | 8      | 立憲民主党3・国民民主党1・無所属4 | 2          | 25                |
| 公明党議員会             | 6      | 公明党                            | 2          | 33.33             |
| 日本共産党宇都宮市議員団 | 3      | 日本共産党                        | 3          | 100               |
| うつのみや維新           | 3      | 日本維新の会                      | 2          | 66.67             |
| 清風クラブ               | 2      | 自由民主党・無所属                | 0          | 0                 |
| 宇都宮 立憲              | 1      | 立憲民主党                        | 0          | 0                 |
| 未来への架け橋           | 1      | 立憲民主党                        | 0          | 0                 |
| 緑の地球                 | 1      | 緑の党グリーンズジャパン          | 1          | 100               |
| 参政党 政治参加を促す会  | 1      | 参政党                            | 0          | 0                 |
| 計                       | 45     |                                   | 10         | 23.26             |

（2023年6月12日現在）

### 過去の会派
1947年（昭和22年）
| 会派名     | 議席数 |
| ---------- | ------ |
| 無所属     | 18     |
| 建設同盟   | 9      |
| 日本民主党 | 4      |
| 日本社会党 | 4      |
| 日本自由党 | 1      |

1955年（昭和30年）
| 会派名     | 議席数 |
| ---------- | ------ |
| 無所属     | 36     |
| 自由党     | 7      |
| 日本民主党 | 1      |

1967年（昭和42年）
| 会派名     | 議席数 |
| ---------- | ------ |
| 自由民主党 | 27     |
| 無所属     | 8      |
| 日本社会党 | 4      |
| 公明党     | 4      |
| 日本共産党 | 1      |

1979年（昭和54年）
| 会派名     | 議席数 |
| ---------- | ------ |
| 自由民主党 | 23     |
| 無所属     | 11     |
| 日本社会党 | 6      |
| 公明党     | 4      |
| 民社党     | 2      |

1987年（昭和62年）
| 会派名     | 議席数 |
| ---------- | ------ |
| 自由民主党 | 22     |
| 無所属     | 11     |
| 日本社会党 | 6      |
| 公明党     | 5      |
| 民社党     | 3      |
| 日本共産党 | 1      |

## 委員会
- 常任委員会
  - 総務常任委員会
  - 厚生常任委員会
  - 建設常任委員会
  - 環境経済常任委員会
  - 文教消防水道常任委員会
- 特別委員会
  - スポーツ・文化振興調査特別委員会
  - 総合計画調査特別委員会
    - 第1分科会
    - 第2分科会
    - 第3分科会
- 議会運営委員会
- 広報広聴委員会
- タブレット端末利活用検討会

## 議員報酬と諸手当
| 役職   | 報酬            | 政務活動費  |
| ------ | --------------- | ----------- |
| 議長   | 月額 80万0000円 | 月額 10万円 |
| 副議長 | 月額 71万0000円 | 月額 10万円 |
| 議員   | 月額 67万0000円 | 月額 10万円 |

※別途期末手当あり

## 歴史
1896年（明治29年）4月1日に河内郡宇都宮町が市制施行したことに伴い、宇都宮市会が設置され、議員定数は宇都宮町会と同じ30人と定められた。第1回市会議員選挙は同年6月1日から6月3日にかけて実施され、財産及び納税額に応じて1級から3級に分けられた選挙人が各級から10人ずつ議員を選出した。選出された議員は20人が宇都宮町会時代の議員と同じであった。任期は1911年（明治44年）まで6年で、3年ごとに半数が改選される仕組みであった。市会には市長派と同盟会など、派閥対立が存在した。
1914年（大正3年）の市会選挙は替え玉投票の横行や金銭が乱れ飛ぶ荒れた選挙となり、市役所派10人に対し、刷新派が26人当選した。1918年（大正7年）選挙からは政党が全面に出るようになり、政友派が憲政派に勝利した。1926年（大正15年）の選挙は有権者が1万人を突破し、政友派と憲政派の勢力が拮抗した。この結果、少数の中立派が市政の動向を左右するようになった。
初めて普通選挙で行われた1930年（昭和5年）は民政派15人、政友派13人となり、1934年（昭和9年）選挙では民政党が2派に分裂したため政友派が最大勢力となり、民政派の市長・河合長蔵と対立、1936年（昭和11年）には反市長派16人が一斉に辞表を提出したことから、内務省から解散命令を受けるに至った。
1947年（昭和22年）4月30日、栃木県議会議員選挙と同日に市議会議員選挙が行われ、定数36人に対し33人が入れ替わった。広域合併後初の選挙となる1955年（昭和30年）4月30日の選挙は旧市町村単位で選挙区制が取られたが、以降は全市から選出されている。

### 不祥事
- 2020年6月 - 保坂栄次市議（未来への架け橋）が、大谷スマートインターチェンジ建設の中止を求める請願書について、提出者本人の許可を得ずに、「陳情」を「請願」に書き換えて押印していた[12]。7月1日、市議会は保坂に対する辞職勧告を決議した。決議後、保坂は取材に辞職しない考えを示した[13]。